# Burdeos (Filipinas)
Burdeos es uno de los municipios en la provincia de Quezon, Filipinas. Según el censo 2000, dice que tiene una población de 19,635 personas en 3,770 casas.

## Barangayes
Burdeos se subdivide administrativamente en 14 barangayes.
- Aluyon
- Amot
- Anibawan
- Bonifacio
- Cabugao
- Cabungalunan
- Calutcot (Kalotkot)
- Caniwan
- Carlagan
- Mabini
- Palasan
- Población
- Rizal
- San Rafael